# Libaire de Grand
Pour les articles homonymes, voir Sainte-Livière.
Sainte Libaire, ou plus rarement Lievière, est une sainte martyre céphalophore lorraine. Elle est martyrisée à la deuxième borne milliaire près d'Apollogranum ou Grandesina, au IVe siècle. Une chapelle Sainte-Libaire, extérieure à la porte du cimetière de Grand, indique le lieu aujourd'hui. Elle aurait été, selon la légende, décapitée en 362, sur l'ordre de l'empereur Julien qui venait rétablir le culte païen en Gaule. Elle est fêtée le 8 octobre dans le rituel de Toul-Nancy, le 8 octobre dans le rituel de Saint-Dié.

## Martyre duIVesiècle
Cette vierge chrétienne, fille d'une famille patricienne, modèle pour les chanoinesses lotharingiennes, aurait été martyrisée à la même époque que ses frères Élophe, décapité à Soulosse, et Euchaire, martyrisé à Pompey et qui aurait été le premier évêque (mythique) de Toul, ou, selon certaines sources, au même moment que ses sœurs Menne, Suzanne, Gontrude, Ode. Ses frères et elle sont des saints céphalophores (tels que saint Denis et saint Livier). On en a une première mention écrite vers 1035.
Selon la légende, cette fille de Baccius et Lientrude avait pour autres sœurs six autres saintes : Hoilde, Amée, Lintrude, Francule, Pusinne et la très connue Ménehould.
Toujours selon la légende, lors du passage de Julien à Grand, il mit à mort tous les chrétiens qu'il trouva, abattit les églises, et se rendit ensuite dans une vallée encaissée à proximité de la ville où il trouva Libaire en train de garder ses brebis. Elle avait déposé ses fuseaux et sa quenouille, et, à genoux, était en prières et chantait. Il éprouva du désir pour elle et il essaya de corrompre sa foi en lui montrant une statue d'Apollon en or, avec un éclat étincelant. Libaire frappa de sa quenouille la statue qui serait tombée en morceaux. L'empereur la fit décapiter mais la jeune femme aurait ramassé sa propre tête, l'aurait lavée dans l'eau d'une fontaine au milieu de la cité, coiffée et mise en ordre, puis placée dans un suaire. 
Les fidèles l'ensevelirent avec précaution et la terre trembla ; les tours et les murs de la cité se seraient écroulés et une source aurait jailli sous sa basilique, permettant la guérison des infirmes.

## Culte et pèlerinage ancien

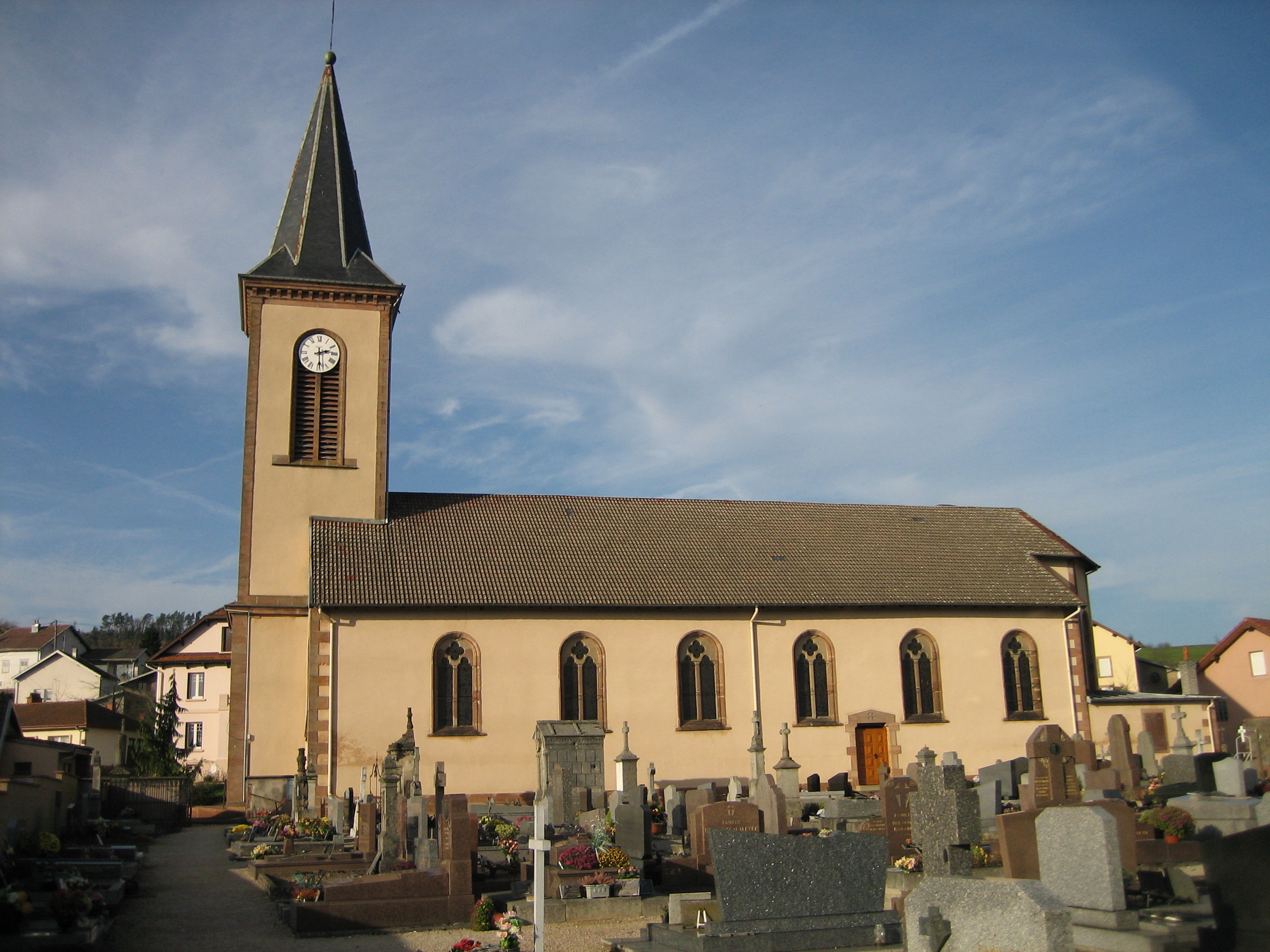
Église de Lépanges-sur-Vologne.

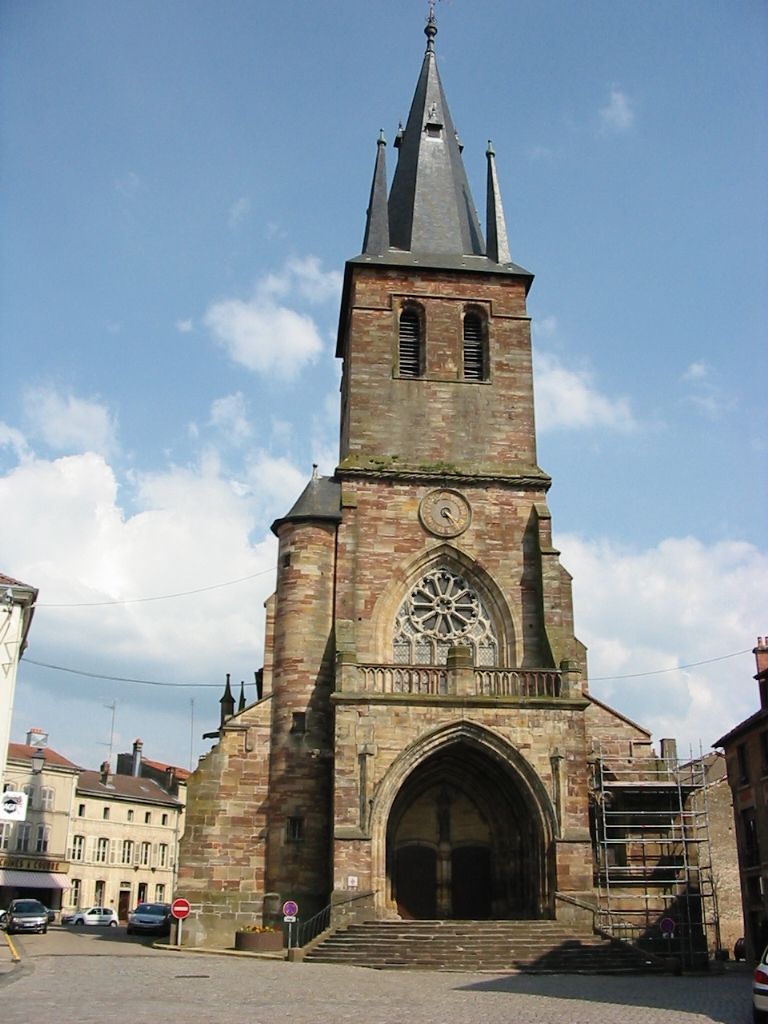
Église de Rambervillers.

Sainte Libaire est vénérée à Grand, Rambervillers, Burey-en-Vaux, Lépanges-sur-Vologne et Hammeville. Les reliques de sainte Libaire à Grand sont un peigne et une fiole. Il existe aussi des reliques à Affracourt et Damelevières. 
Dans le village de Burey-en-Vaux, elle est représentée sur une croix de chemin, derrière le Christ.
Le village de Sainte-Livière en Haute-Marne en a fait sa sainte patronne, des reliques y sont conservées. Selon des sources locales, Libaire serait alors originaire de Perthes en Haute-Marne. Elle était la fille du comte Sigmarus et de son épouse Lintrude et vécut probablement au Ve siècle.
Nul ne sait si ce culte des reliques est antérieur au IXe siècle, mais leur vénération était si importante dès cette époque que l'évêque de Toul, Pibon, tint à en placer dans le maître-autel de l'abbaye de Saint-Mansuy de Toul, consacré en 1090. La dévotion à sainte Libaire se poursuivit durant tout le Moyen Âge, comme le prouvent des objets toujours conservés dans sa châsse, qui lui furent offerts en ex-voto. En 1657, les reliques furent envoyées aux chanoines de Saint-Léon à Toul, pour être soustraites aux pillages de mercenaires protestants allemands qui ravageaient périodiquement la Lorraine. En 1719 enfin, lors d'une sécheresse persistante, la ville de Neufchâteau décida de s'en remettre à saint Élophe et sainte Libaire. Leurs châsses portées en procession depuis les villages de Soulosse et de Grand attirèrent 20 000 personnes venues de cent paroisses.
À la suite de plusieurs suppliques adressées au chapitre de Saint-Léon de Toul, les habitants de Grand obtinrent quelques parcelles de reliques en 1622, 1645 et 1696. En 1792, en pleine tourmente révolutionnaire, ils furent autorisés exceptionnellement par le directoire de la Meurthe à rentrer en possession de la châsse contenant les reliques, à condition que la translation se fasse « sans aucune cérémonie ». Le 5 février 1793, une procession suivie d'un « peuple nombreux » fêtait leur retour à Grand. Inventées en 1804 et 1805, elles furent à nouveau examinées en 1874, alors qu'elles étaient replacées dans une nouvelle châsse qui était exposée lors des deux processions annuelles, le lundi de la Pentecôte et le premier dimanche d'octobre.
En dehors de la région, la sainte est honorée à Ayette (Pas-de-Calais) dès le XIIIe siècle au moins et à Condé-Sainte-Libiaire (Seine-et-Marne). Le 25 octobre 1701, Bossuet y présida une procession organisée pour célébrer la reconnaissance des reliques envoyées de Toul et prononça le panégyrique de la sainte. En l'église de Vanault-le-Châtel par une statue du XVIIIe siècle.

## Un nom révélateur
Liběra est le nom latin de Proserpine, fille de Cérès, déesse des moissons et des récoltes qui personnifie la déesse-terre des anciens. Cérès qui préside à la belle saison a été contrainte de partager sa fille aimée Proserpine avec Pluton, repoussant maître des enfers, après que ce dernier l'ait ravie puis épousée. Un accord de partage a été conclu par arbitrage divin. Mais son départ en automne cause toujours la venue d'une période de désolation profonde pour Cérès, et en conséquence l'hiver ou l'hibernation pour les humains. Dans le Latium, Liberius était le dieu mâle de la germination.
Pour mieux comprendre la valeur affective associée à ce prénom Libaire, remarquons que l'adjectif antéposé liberius à un nom de famille signifie cher, estimé. La racine du mot se retrouve aussi dans le verbe latin lubere, plaire ou le verbe allemand lieben, aimer.
Il apparaît au terme de cette esquisse une continuation probable de la hiérophanie à l'époque préchrétienne. Sainte Libaire perpétue un culte ancien des résidents d'Apollogranum ou simplement Granum à la fille aimée de Cérès, déesse des moissons. Proserpine qui patronne la dormance ou préservation des graines dans le froid n'est-elle à l'origine de la germination printanière constamment renouvelée ? Et sainte Libaire de devenir la patronne de Granum ou Grand.  